# Michael Jackson díjainak listája
Michael Jackson amerikai popénekes és dalszerző volt. Már 11 éves korában professzionális zenei produkciói voltak a The Jackson 5 tagjaként, szólókarrierjét 1971-ben kezdte, még a csapat tagjaként. (A The Jackson 5 tagjai testvérei voltak.) A Pop Királyának nevezték a későbbi években, szólólemezei közül 5 felkerült a Világszerte legjobban eladott albumok listájára: az Off the Wall (1979), Thriller (1982), Bad (1987), Dangerous (1991) and HIStory (1995). A Thriller minden idők legnagyobb példányszámban eladott albuma azóta is, összesen 110 millió darabot adtak el belőle, ebből 29 milliót az Amerikai Egyesült Államokban.
Az együttese, szóló és családi munkái miatt Jackson egyike lett azoknak a művészeknek, akik másodszor is bekerültek a Rock and Roll Hall of Fame-be. Michael Jackson elismerései: 13 Guinness World Records (beleértve az Minden idők legsikeresebb szórakoztató művésze címet), 15 Grammy-díj, 26 American Music Awards, 12 World Music Awards és világszerte több, mint 750 millió eladott lemez.
Ő minden idők legtöbb díjat elnyert művésze  és több Guinness Rekorddal büszkélkedhet, mint más művészek.

## AASA Awards
Az African Ambassadors’ Spouses Association egy olyan szervezet, amely a segítségre szoruló gyermekeknek segít Afrikában. Több, mint 55 országban van tagja, számos arab országban is. 2004-ben Jackson elnyerte az Arany Elefánt Díjat humanitárius tevékenységéért.
| Év   | Munka neve             | Díj               | Eredmény |
| ---- | ---------------------- | ----------------- | -------- |
| 2004 | Humanitarian endeavors | Arany Elefánt Díj | nyert    |

## American Cinema Awards
1990-ben Jackson elnyerte az American Cinema Awards Az évtized szórakoztató művésze díját.
| Év   | Munka neve | Díj                             | Eredmény |
| ---- | ---------- | ------------------------------- | -------- |
| 1990 |            | Az évtized szórakoztató művésze | nyert    |

## American Music Awards
Az American Music Awards egy évente megrendezett díjátadó ünnepség, amelyet Dick Clark alapított 1973-ban. Jackson 1980-ban 3 díjat kapott, ezzel 26-ra nőtt American Music Awards díjainak száma, beleértve Az Évszázad Művésze Díjat is.
| Év   | Jelölt album címe                   | Díj                             | Eredmény |
| ---- | ----------------------------------- | ------------------------------- | -------- |
| 1980 |                                     | Kedvenc Férfi Művész (Soul/R&B) | nyert    |
| 1980 | Off the Wall                        | Kedvenc Album (Soul/R&B)        | nyert    |
| 1980 | Don’t Stop ‘til You Get Enough      | Kedvenc Kislemez (Soul/R&B)     | nyert    |
| 1981 |                                     | Kedvenc Férfi Művész (Soul/R&B) | nyert    |
| 1981 | Off the Wall                        | Kedvenc Album (Soul/R&B)        | nyert    |
| 1984 |                                     | Award of Merit                  | nyert    |
| 1984 |                                     | Kedvenc Férfi Művész (Pop/Rock) | nyert    |
| 1984 |                                     | Kedvenc Férfi Művész (Soul/R&B) | nyert    |
| 1984 | Thriller                            | Kedvenc Album (Pop/Rock)        | nyert    |
| 1984 | Thriller                            | Kedvenc Album (Soul/R&B)        | nyert    |
| 1984 | Beat It                             | Kedvenc Kislemez (Pop/Rock)     | nyert    |
| 1984 | Beat It                             | Kedvenc Video (Pop/Rock)        | nyert    |
| 1984 | Beat It                             | Kedvenc Video (Soul/R&B)        | nyert    |
| 1986 |                                     | A Megbecsülés Díja              | nyert    |
| 1986 | We Are the World (Lionel Richievel) | Az Év Dala                      | nyert    |
| 1988 | Bad                                 | Kedvenc Kislemez (Soul/R&B)     | nyert    |
| 1989 |                                     | A Teljesítmény Díja             | nyert    |
| 1993 |                                     | Nemzetközi Művész Díja          | nyert    |
| 1993 | Dangerous                           | Kedvenc Album (Pop/Rock)        | nyert    |
| 1993 | Remember the Time                   | Kedvenc Kislemez (Soul/R&B)     | nyert    |
| 1996 |                                     | Kedvenc Férfi Művész (Pop/Rock) | nyert    |
| 2002 |                                     | Az Évszázad Művésze             | nyert    |
| 2009 |                                     | Kedvenc Férfi Pop/Rock Énekes   | nyert    |
| 2009 |                                     | Kedvenc Férfi Soul/R&B Énekes   | nyert    |
| 2009 | Number Ones                         | Kedvenc Pop/Rock Album          | nyert    |
| 2009 | Number Ones                         | Kedvenc Soul/R&B Album          | nyert    |

## American Video Awards
| Év   | Jelölt  | Díj                  | Eredmény |
| ---- | ------- | -------------------- | -------- |
| 1984 | Thiller | Best Long Form Video | megnyert |
| 1984 |         | Best Home Video      | megnyert |